# Markus Dürnegger
Markus Dürnegger ist ein professioneller österreichischer Pokerspieler.

## Pokerkarriere
Dürnegger nimmt seit 2013 an renommierten Live-Turnieren teil.
Anfang Dezember 2014 belegte Dürnegger beim Main Event der Concord Million in Wien den zweiten Platz für ein Preisgeld von 140.000 Euro. Im Mai 2016 erreichte er erstmals beim Main Event der European Poker Tour die Geldränge und wurde in Monte-Carlo 45. für knapp 17.000 Euro. Ende August 2017 erreichte Dürnegger beim High-Roller-Event der PokerStars Championship in Barcelona den Finaltisch. Bei noch drei verbliebenen Spielern machte er mit seinen Mitstreitern Ronny Kaiser und Benjamin Pollak einen Deal, der Dürnegger, der letztlich den zweiten Platz belegte, ein Preisgeld von rund 730.000 Euro einbrachte. Im November 2017 wurde er beim High Roller der Master Classics of Poker in Amsterdam Dritter für knapp 100.000 Euro. Mitte März 2018 sicherte sich Dürnegger einen Platz beim Super High Roller Bowl, der Ende Mai 2018 im Aria Resort & Casino am Las Vegas Strip ausgespielt wurde. Die Teilnehmerzahl für das Turnier mit 300.000 US-Dollar Buy-in war auf 48 Spieler begrenzt. Dürnegger schied am zweiten Turniertag aus und konnte sich somit nicht in den Geldrängen platzieren. Mitte Januar 2019 belegte er beim High Roller des PokerStars Caribbean Adventures auf den Bahamas den fünften Platz, der mit rund 265.000 US-Dollar bezahlt wurde. Im Juni 2019 war Dürnegger erstmals bei der Hauptturnierserie der World Series of Poker im Rio All-Suite Hotel and Casino am Las Vegas Strip erfolgreich und kam bei zwei Turnieren der Variante No Limit Hold’em in die Geldränge.
Insgesamt hat sich Dürnegger mit Poker bei Live-Turnieren mindestens knapp 2 Millionen US-Dollar erspielt.